# فرگس فالز (مینه‌سوتا)
فرگس فالز، مینه‌سوتا (به انگلیسی: Fergus Falls, Minnesota) یک شهر در ایالات متحده آمریکا است که در شهرستان اوتر تیل، مینه‌سوتا واقع شده‌است.

## خصوصیات
فرگس فالز ۳۹٫۸۱ کیلومترمربع مساحت و ۱۳٬۱۳۸ نفر جمعیت دارد و ۳۶۰ متر بالاتر از سطح دریا واقع شده‌است.